# Ortígia (Siracusa)

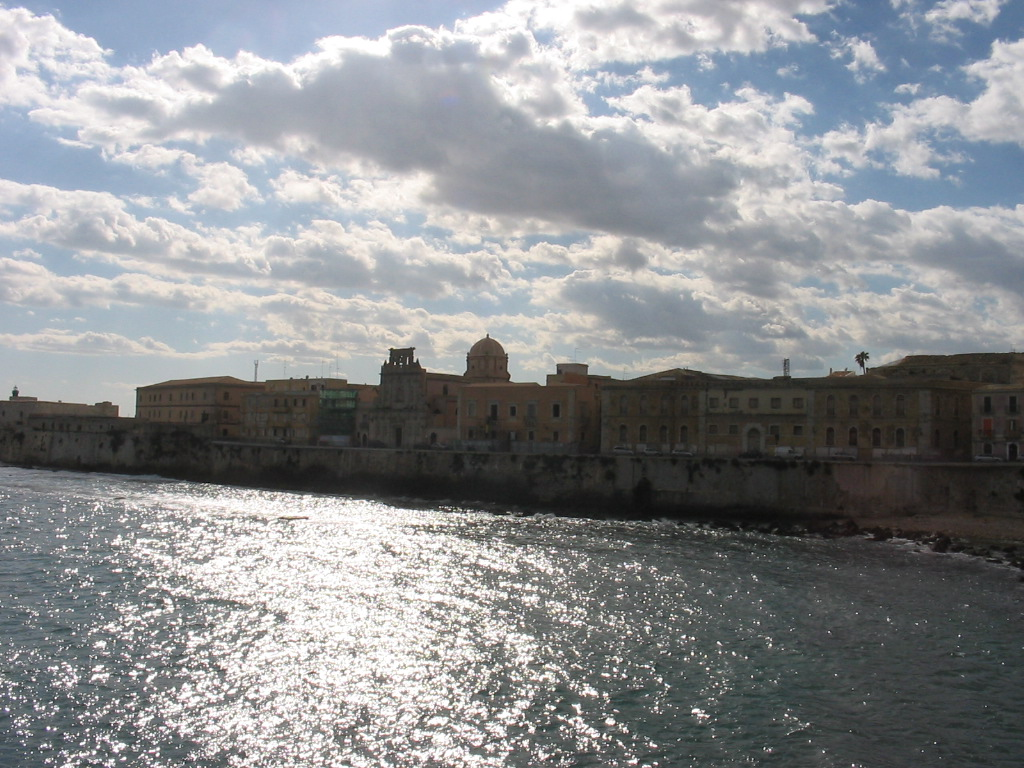
Foto da ilha

Ortígia é uma pequena ilha italiana onde se encontra o centro histórico de Siracusa, Sicília. Segundo a lenda, recebeu o nome de Ortígia quando os deuses a deram a Ártemis; as ninfas da ilha fizeram brotar a fonte de Aretusa para agradar Ártemis. Em uma outra versão, a ninfa Aretusa, fugindo de Alfeu, foi parar nesta ilha, onde se transformou na fonte.